# Клитандр
«Клитандр, или Освобождённая невинность» (фр. Clitandre, ou l’Innocence délivrée) — пьеса в стихах французского драматурга Пьера Корнеля, впервые поставленная на сцене в 1631 году и опубликованная в 1632 году. С точки зрения жанровой принадлежности её характеризуют как «галантно-рыцарскую трагикомедию» или «пьесу, занимающую промежуточное положение между трагикомедией и комедией нравов». В сюжете «Клитандра» (запутанном, с уклоном к изображению запутанных преступлений и разного рода ужасов) заметно влияние Жана Ротру и Александра Арди. Пьеса с надуманным сюжетом и неестественными страстями считается творческой неудачей Корнеля.
Первое издание «Клитандра» Корнель сопроводил предисловием, в котором впервые изложил свои взгляды на искусство. Позже он подверг пьесу существенной переработке, но это не сделало «Клитандра» более простым в восприятии и популярным произведением.